# Donald Ramotar

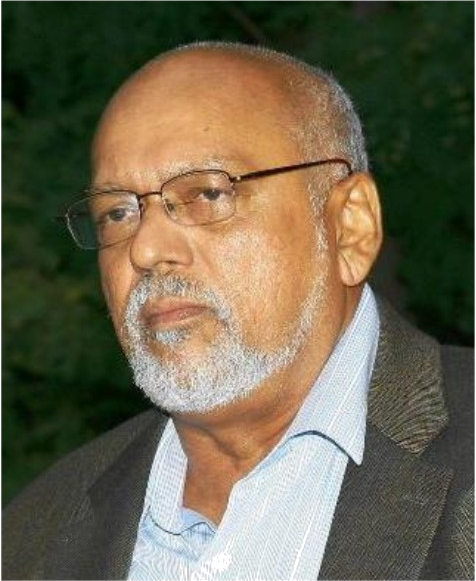
Donald Ramotar

Donald Rabindranauth Ramotar (* 22. Oktober 1950 in Caria Caria, Essequibo Islands-West Demerara) ist ein guyanischer Politiker. Er war von Dezember 2011 bis Mai 2015 Präsident von Guyana.

## Leben
Donald Ramotar wurde in eine indischstämmige, kinderreiche Familie im abgelegenen Dorf Caria Caria am Unterlauf des Essequibo geboren.
Er studierte Wirtschaftswissenschaften an der University of Guyana und in Moskau und durchlief folgende berufliche Stationen:
- 1966 bis 1975: Angestellter in einem der People’s Progressive Party (PPP) gehörenden Import-Export-Unternehmen
- 1975 bis 1983: Geschäftsführer der Parteizentrale der PPP („Freedom House“)
- 1983 bis 1988: Mitherausgeber der englischsprachigen Ausgabe der Zeitschrift Probleme des Friedens und des Sozialismus
- 1988 bis 1993: Sekretär der Gewerkschaft der Landarbeiter Guyanas (Guyana Agricultural Workers’ Union - GAWU) für internationale Angelegenheiten
- 1993 bis 1997: Generalsekretär der PPP

## Karriere in der People’s Progressive Party
1967 war er der PPP beigetreten, seit 1979 gehörte er deren Zentralkomitee an. Seit 1983 war er Mitglied des Parteivorstandes. Seit 1997 (nach dem Tod von Cheddi Jagan) ist er Parteivorsitzender.

## Präsidentschaft
Nach dem Wahlsieg seiner Partei bei den Parlamentswahlen am 28. November 2011 wurde Donald Ramotar am 3. Dezember 2011  als Nachfolger von Bharrat Jagdeo Präsident von Guyana.
Die vorgezogenen Wahlen zur Nationalversammlung am 11. Mai 2015 verlor die Regierungspartei PPP und Präsident Ramotar gegen das Oppositionsbündnis A Partnership for National Unity (APNU) und Alliance for Change (AFC) unter Führung von David Arthur Granger, der am 16. Mai 2015 zum neuen Präsidenten vereidigt wurde.